# Institut national des sciences appliquées
El Instituto Nacional de Ciencias Aplicadas (en francés: Institut national des sciences appliquées), conocido comúnmente por sus siglas Insa, es un grupo científico, cultural y profesional conformado por siete grandes escuelas públicas de ingeniería ubicadas en las principales ciudades de Francia: León (1957), Tolosa (1963), Rennes (1966), Ruan (1985), Estrasburgo (2003), Blois (2014), Bourges (2014) y Valenciana (2019). Los miembros del grupo son instituciones públicas de investigación y de enseñanza superior.
Representa el grupo más importante de formación en ingeniería en Francia (12 %). Las escuelas del Instituto Nacional de Ciencias Aplicadas otorgan principalmente el diploma de ingeniero después de una formación de cinco años a la que se puede acceder después del bachillerato. El reclutamiento en el primer y tercer año es común para el Instituto Nacional de Ciencias Aplicadas, operado por el departamento de admisiones (SAGI).
Creado en 1957 con el Instituto Nacional de Ciencias Aplicadas de León, Insa forma «ingenieros humanistas», según Gaston Berger, cofundador del primer instituto nacional de ciencias aplicadas, «ingenieros que trabajan por una sociedad más justa y sostenible».

## Historia
En los años 1950, Francia estaba en plena expansión industrial y carecía tanto de ingenieros como de técnicos. El número de ingenieros de la Escuela Nacional de Artes y Oficios (ENSAM) formados por año era de 360 en 1959, cifra considerada seriamente insuficiente por la Unión de Industrias Metalúrgicas (UIMM), que destacó mediante una amplia encuesta una necesidad anual de 728 ingenieros de Artes y Oficios. En esa época, Estados Unidos de América formaba a 29 000 ingenieros al año, mientras que Francia solo formaba a 4 500. Además, el mercado común que se abre colocaría a Francia en una situación delicada en caso de falta de personal técnico.
Fue entonces cuando el departamento de educación técnica comenzó a estudiar la creación de tres nuevas escuelas de Artes y Oficios: Burdeos, El Havre y Tolosa. La sociedad de Artes y Oficios está muy dividida en cuanto al número de  formados por año. La oficina de la sociedad adoptó una posición intermedia: solo se abriría una escuela, la de Burdeos-Talence en 1963.
Siguiendo el ejemplo de las Fachhochschulen alemanas, se crearon entonces dos tipos de escuelas públicas de ingeniería de cuatro años después del bachillerato: los institutos nacionales de ciencias aplicadas (INSA) y las escuelas nacionales de ingeniería (ENI). Desde principios de la década de 1950, Henri Longchambon tomó la iniciativa de crear un gran instituto nacional con la misión de formar ingenieros, desarrollar la investigación científica aplicada y la apertura social. Este proyecto recibió el apoyo de los dirigentes de la región lionesa, del gobierno y luego del Parlamento.
En 1956, a propuesta de Gaston Berger, director general de educación superior, el ministro de Educación Nacional René Billères decidió crear un nuevo establecimiento de educación superior, llamado Instituto Nacional de Ciencias Aplicadas (INSA) en el barrio de La Doua en Villeurbanne, con total libertad para definir su organización y programas educativos; designó a Jean Capelle, entonces rector de la Universidad de Dakar, para dirigir este proyecto, que recibió su primera clase de estudiantes de ingeniería en el otoño de 1957.
A partir de 1967, los institutos nacionales de ciencias aplicadas evolucionaron hacia un programa de formación de cinco años, en parte debido a la masificación simultánea de los diplomas tecnológicos universitarios (diplômes universitaires de technologie; DUT) y los certificados de técnico superior (brevets de technicien supérieur; BTS). El primer instituto nacional de ciencias aplicadas abrió sus puertas en León en 1957, seguido por el de Tolosa en 1963 y el de Rennes en 1966. El proyecto del instituto nacional de ciencias aplicadas en Lila fue abandonado y el instituto nacional de ciencias aplicadas de Argel, en construcción en El Harrach, fue transferido a la nueva república argelina.
Cuando se creó, los estudiantes disponían de una sala y de matrículas reducidas, lo que permitió a las clases medias y trabajadoras acceder a la educación superior. Sin embargo, hoy en día las tasas de matrícula son similares a las de otras escuelas públicas. Posteriormente, varias escuelas de ingeniería cambiaron de nombre o se fusionaron para formar nuevos Insa, porque la estructura federativa de los Insa les permitía, al diversificarse, adaptarse mejor a los cambios en la economía:
- El Instituto Nacional Superior de Química Industrial de Ruan (INSCIR) se convirtió en el Instituto Nacional de Ciencias Aplicadas de Ruan en 1985;[8]
- la Escuela Nacional Superior de Artes e Industrias de Estrasburgo (Ensais) se convirtió en el Instituto Nacional de Ciencias Aplicadas de Estrasburgo en 2003;[9]
- la Escuela Nacional de Ingeniería del Valle del Loira (ENIVL), la Escuela Nacional de Ingeniería de Bourges (ENSIB) y la Escuela Nacional de Naturaleza y Paisaje de Blois (ENSNP) se convirtieron en el Instituto Nacional de Ciencias Aplicadas de Centro-Valle del Loira en 2014;[10]
- la Escuela Nacional Superior de Ingeniería, Informática, Automática, Mecánica, Energía y Electrónica (Ensiame), el Instituto de Ciencias y Tecnologías de Valenciana (ISTV) y la Facultad de Ciencias y Profesiones del Deporte (FSMS) se convirtieron en el Instituto Nacional de Ciencias Aplicadas de Alta Francia en 2020;[11]
- En 2023 el primer ciclo de formación en ingeniería, correspondiente a los dos primeros años, se abrirá en el instituto Victor Schœlcher de Fuerte de Francia, bajo el nombre de Insa Martinica-Caribe.[12][13]

## Información académica

### Formación
El plan de estudios académico de cinco años comienza con un curso básico de dos años de duración (ciclo preparatorio) donde los estudiantes se centran en las ciencias fundamentales (matemáticas, física, química, mecánica e informática), y luego el segundo ciclo de tres años de duración, donde se concentran progresivamente en áreas especializadas en ciencia y tecnología. El ciclo preparatorio generalista garantiza que todos los ingenieros adquieran una sólida formación en términos de habilidades y competencias, permitiéndoles así reorientar su carrera independientemente de su especialización inicial.

#### Insa Lyon

##### Primer ciclo
Este ciclo tiene como objetivo proporcionar a los ingenieros del Insa un amplio abanico de habilidades y competencias, permitiéndoles así reorientar su carrera profesional independientemente de su especialización inicial.
- Eurinsa, con la mitad de los alumnos procedentes de otros países europeos.
- Amerinsa, con la mitad de los alumnos procedentes de países latinoamericanos (principalmente Brasil, México, Venezuela, Bolivia, Chile, Argentina y Colombia).
- Asinsa, con la mitad de los alumnos procedentes de países asiáticos, principalmente China, Vietnam y Malasia.
- SCAN, con alumnos procedentes de todo el mundo, y en la que se imparten cursos en inglés.
- SHN, una sección para deportistas de alto nivel.

##### Segundo ciclo
El segundo ciclo tiene una duración de tres años y forma a los estudiantes en nueve departamentos de ingeniería:
- Biociencia
- Bioquímica y Biotecnología
- Bioinformática y modelización
- Ingeniería civil y urbanismo
- Ingeniería informática
- Ingeniería eléctrica
- Ingeniería energética y ambiental
- Ingeniería industrial
- Ingeniería mecánica
- Ciencia e ingeniería de materiales
- Ingeniería de telecomunicaciones
- Internacional

#### Insa Rennes

##### Primer ciclo
Hay algunas secciones especiales disponibles:
- Rama internacional: solo para el primer ciclo, la rama internacional está formada por aproximadamente cien estudiantes, de los cuales aproximadamente la mitad son estudiantes franceses y la otra mitad proviene de países no francófonos, principalmente Turquía, China y Vietnam.
- Rama Insa-Sciences Po Rennes: asociación con el Instituto de Estudios Políticos de Rennes (también conocido como Sciences Po Rennes), con el objetivo de formar ejecutivos de alto nivel capaces de trabajar tanto en ingeniería como en gobernanza.
- Rama de artes y estudios: ofrece cuatro subramas de estudios: música, artes plásticas, teatro e iluminación.
- Rama de excelencia deportiva: combina la formación en ingeniería con el deporte de alto nivel, dirigida a estudiantes que son deportistas de alto nivel inscritos en las listas del Ministerio de Deportes y deportistas de nivel nacional.

##### Segundo ciclo
El segundo ciclo ofrece siete especialidades de ingeniería diferentes:
- Ingeniería informática
- Ingeniería mecánica y automática
- Ingeniería civil
- Ingeniería electrónica y de ordenadores
- Ciencia e ingeniería de materiales
- Sistemas y redes de comunicaciones
- Ingeniería matemática

### Admisión
Alrededor del 20 % de los estudiantes de ingeniería franceses se inscriben en una escuela directamente después de obtener un diploma de secundaria (baccalauréat) sin asistir primero a una escuela preparatoria postsecundaria (classe préparatoire aux grandes écoles), y luego asisten a cinco años de estudio que conducen a una maestría. Las escuelas de ingeniería de Insa son selectivas y, a diferencia de las universidades francesas, no ofrecen inscripción abierta, pero sí permiten la inscripción directa ya sea después de la escuela secundaria o después de graduarse de una escuela preparatoria postsecundaria. Los estudiantes internacionales con un título de secundaria o una licenciatura también pueden postularse directamente al Insa, y el 27 % de los estudiantes son de fuera de Francia. En 2022, la matrícula anual de una maestría era: 601 € para los franceses; 1 900 € para los demás europeos; 5 000 € para el resto.
Aunque las escuelas de ingeniería del Insa son selectivas y pueden ser más caras que las universidades públicas en Francia, las grandes escuelas suelen tener clases y cuerpos estudiantiles mucho más pequeños, y muchos de sus programas se imparten en inglés. Las pasantías internacionales, las oportunidades de estudiar en el extranjero y los estrechos vínculos con el gobierno y el mundo empresarial son un sello distintivo de las grandes escuelas. Muchas de las escuelas mejor clasificadas de Europa son miembros de la Conferencia de Grandes Escuelas, al igual que las escuelas de ingeniería Insa. Los títulos del Insa están acreditados por la Conferencia de Grandes Escuelas y otorgados por el Ministerio de Educación Superior.

### Cursos
Los institutos nacionales de ciencias aplicadas ofrecen 79 cursos de especialización accesibles durante la carrera: topografía, ingeniería industrial, energía y medio ambiente, ingeniería civil, ingeniería física, biología, química, informática, electrónica, matemáticas, mecánica, física, telecomunicaciones, materiales, etc.
Algunos de los institutos nacionales de ciencias aplicadas tienen la particularidad de ofrecer a sus alumnos un currículo internacional en el ciclo preparatorio: Eurinsa, Asinsa, Amerinsa, Deutschinsa, Iberinsa, Norginsa, etc.
El Instituto Nacional de Ciencias Aplicadas de Estrasburgo también forma a arquitectos, y el Instituto Nacional de Ciencias Aplicadas de Centro-Valle del Loira a paisajistas, en cursos especiales.

## Instalaciones

### Instituto Nacional de Ciencias Aplicadas de Rennes
La escuela está ubicada en el campus de Beaulieu, con servicio de múltiples rutas de autobús y la línea B del metro.
El campus de 17 hectáreas incluye:
- Cuatro edificios residenciales (820 habitaciones y 171 estudios)
- Un restaurante (que sirve desayuno, almuerzo y cena)
- Una biblioteca
- Un centro multimedia con cien puestos de trabajo de libre acceso, conectados a Internet y que ofrecen acceso a numerosos recursos de hardware y software
- Un bar de estudiantes con capacidad para ochocientas personas
- Una cafetería de estudiantes

- La sala Francis Querné, un pabellón polideportivo polivalente de unos 2 000 m² de superficie.

## Lista de institutos nacionales de ciencias aplicadas

### En Francia

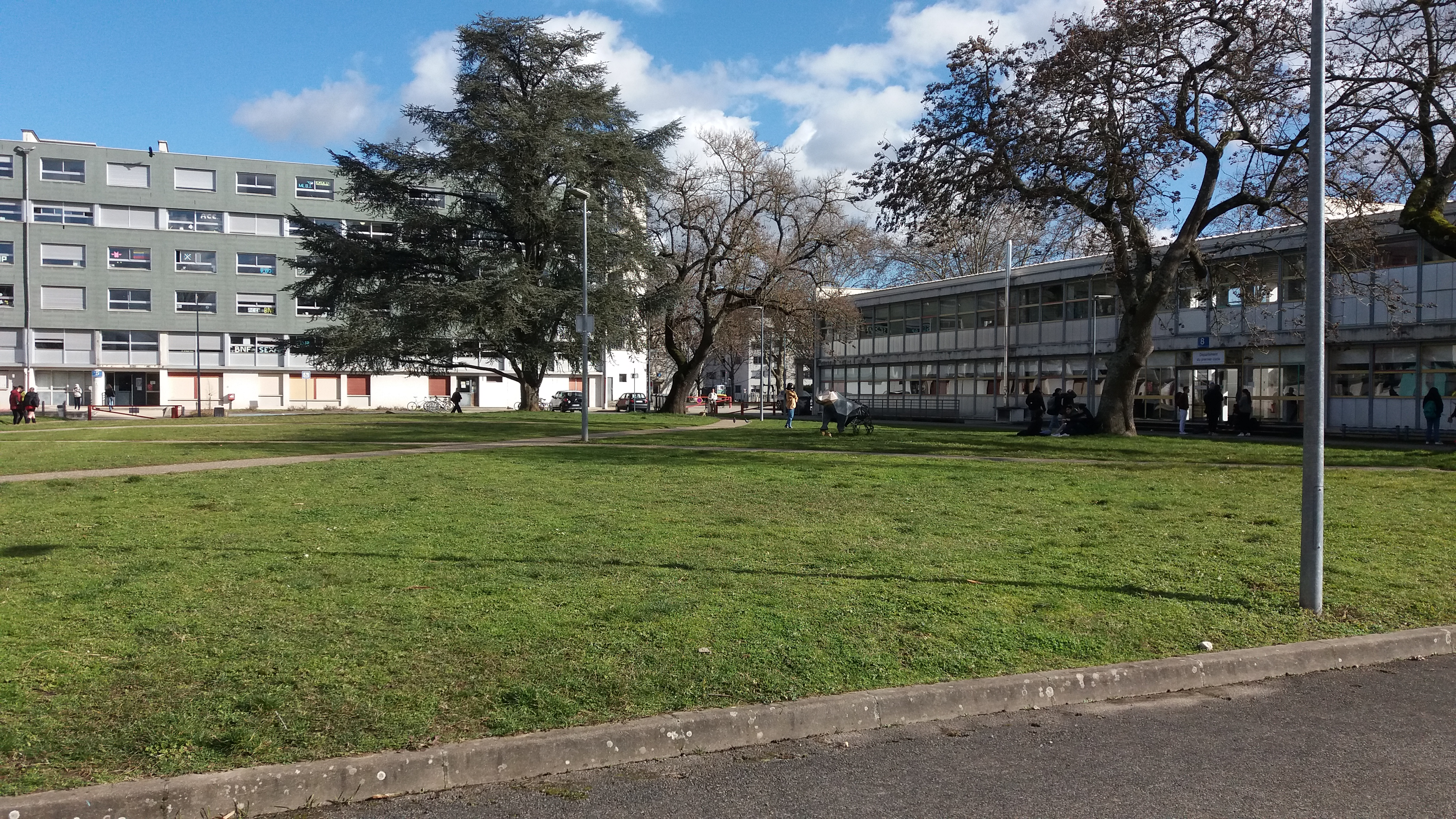
Edificio del primer ciclo del Instituto Nacional de Ciencias Aplicadas de León.

#### Instituto Nacional de Ciencias Aplicadas de León (1957)
El Instituto Nacional de Ciencias Aplicadas de León (en francés: Institut national des sciences appliquées de Lyon), abreviadamente Insa Lyon, fue fundado por Jean Capelle, entonces rector de la Universidad de Dakar, y por el filósofo Gaston Berger, en aplicación de la ley de creación del 18 de marzo de 1957 e inaugurado el 12 de noviembre de 1957.
Está ubicada en el campus LyonTech, en la Doua, Villeurbanne.

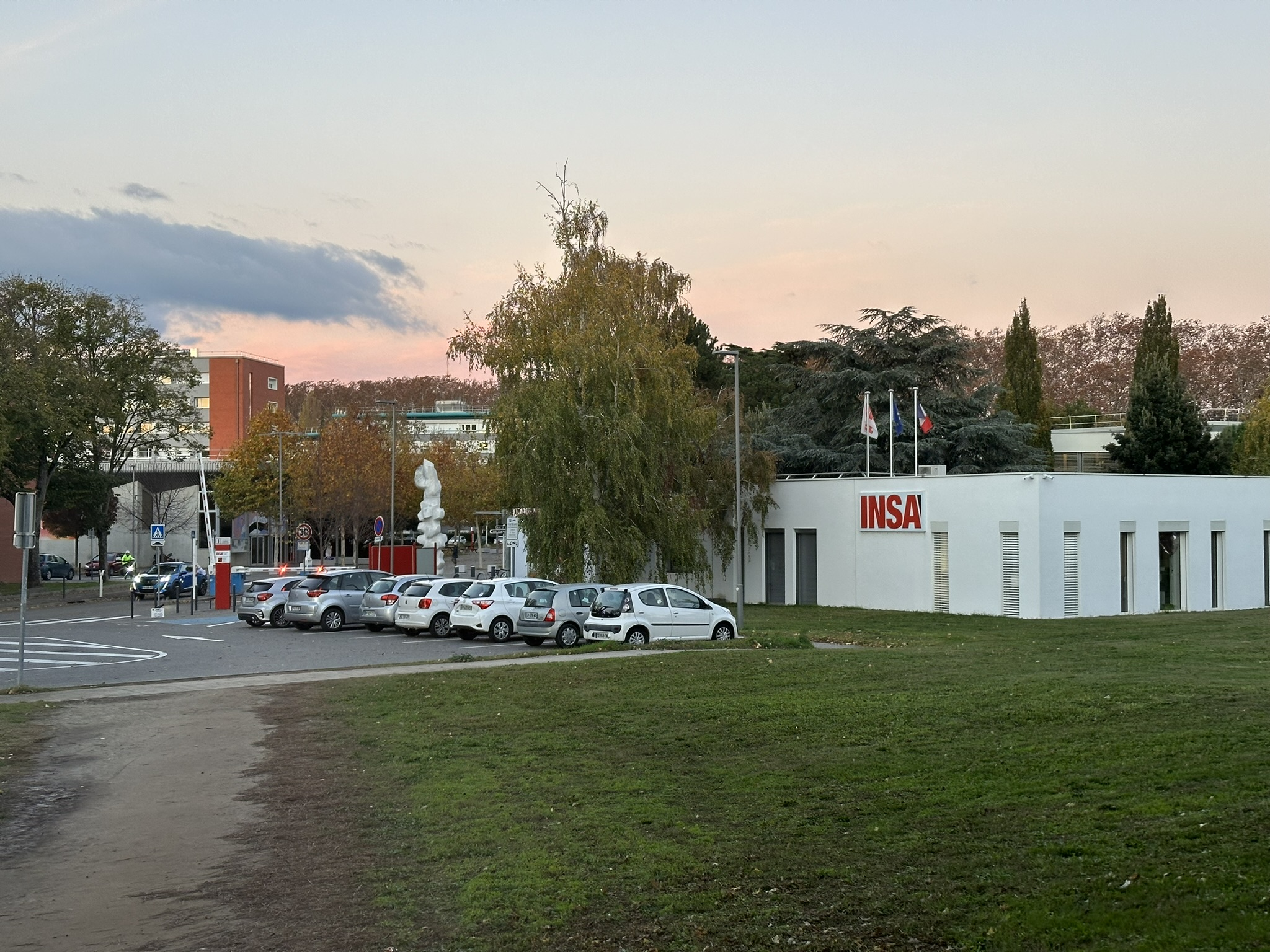
Entrada principal. Instituto Nacional de Ciencias Aplicadas de Tolosa.

#### Instituto Nacional de Ciencias Aplicadas de Tolosa (1963)
El Instituto Nacional de Ciencias Aplicadas de Tolosa (en francés: Institut national des sciences appliquées de Toulouse), abreviadamente Insa Toulouse, fue fundado el 21 de octubre de 1963. Es miembro fundador de la Universidad de Tolosa.
Está ubicado en el campus de Rangueil, Alto Garona, Occitania

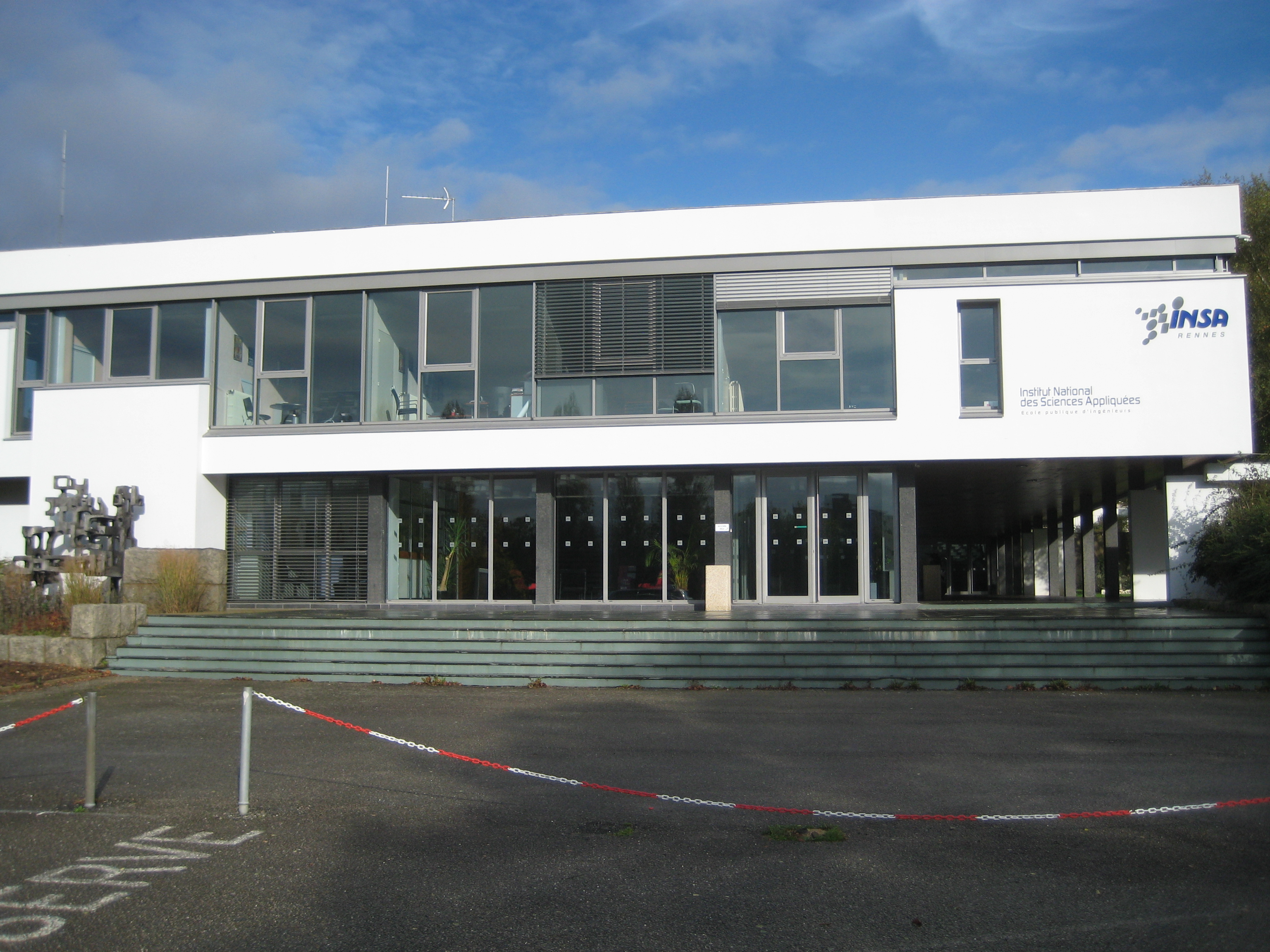
Edificio del Instituto Nacional de Ciencias Aplicadas de Rennes.

#### Instituto Nacional de Ciencias Aplicadas de Rennes (1966)
El Instituto Nacional de Ciencias Aplicadas de Rennes (en francés: Institut national des sciences appliquées de Rennes), abreviadamente Insa Rennes, fue fundado el 14 de marzo de 1966, en la ciudad de Rennes, en el departamento de Ille y Vilaine, de la región de Bretaña, siendo de esta región la escuela de ingeniería más grande.
Está situado en el campus de Beaulieu, en el polo tecnológico de Rennes-Atalante, al este de Rennes.

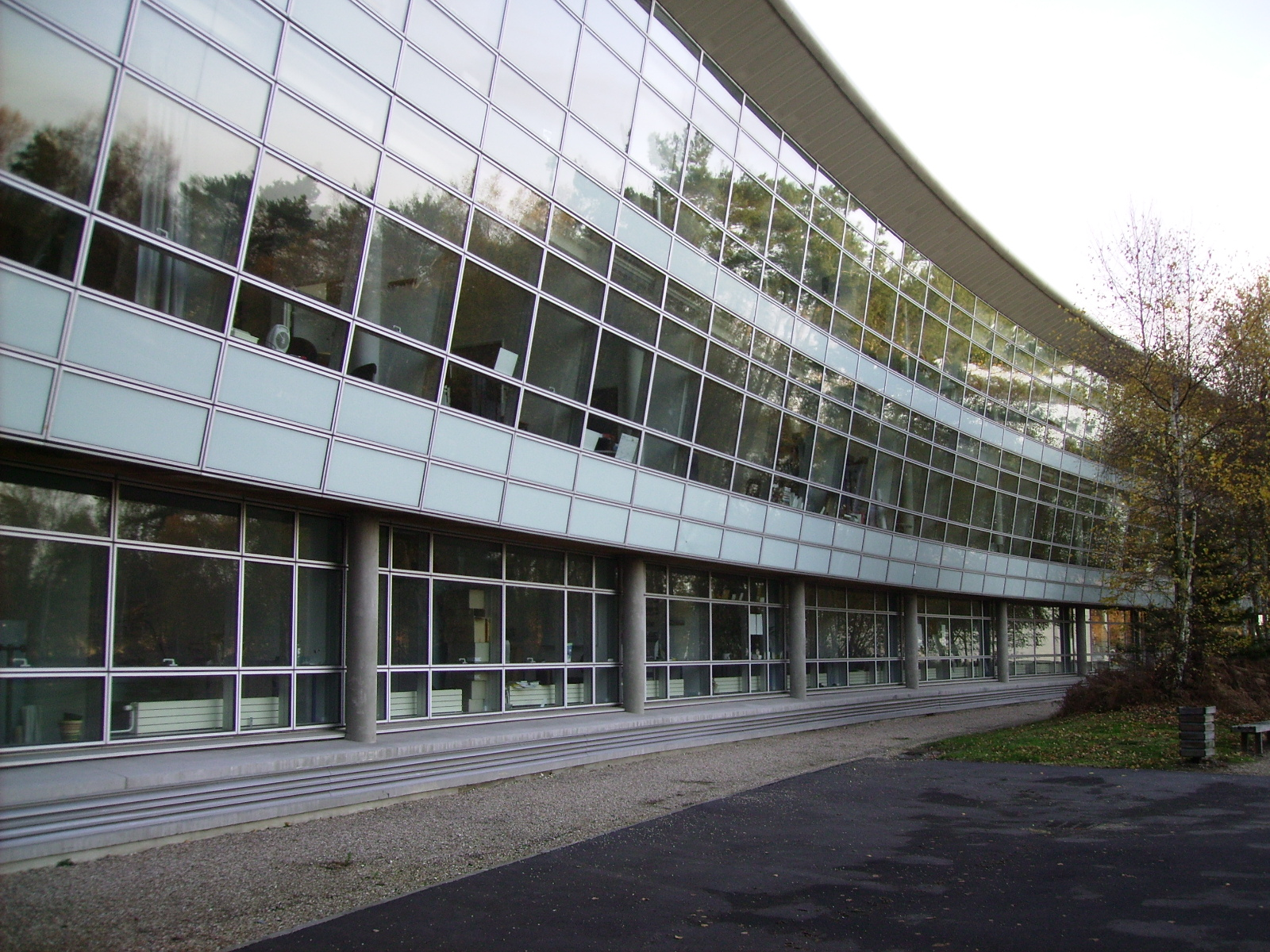
Edificio del Instituto Nacional de Ciencias Aplicadas de Ruan.

#### Instituto Nacional de Ciencias Aplicadas de Ruan (1985)
El Instituto Nacional de Ciencias Aplicadas de Ruan (en francés: Institut national des sciences appliquées de Rouen), abreviadamente Insa Ruan o desde junio de 2016 Insa Ruan Normandía, fue fundado el 16 de julio de 1985.
La gran escuela está situada en el campus del polo tecnológico de Madrillet en Saint-Étienne-du-Rouvray, Normandía.

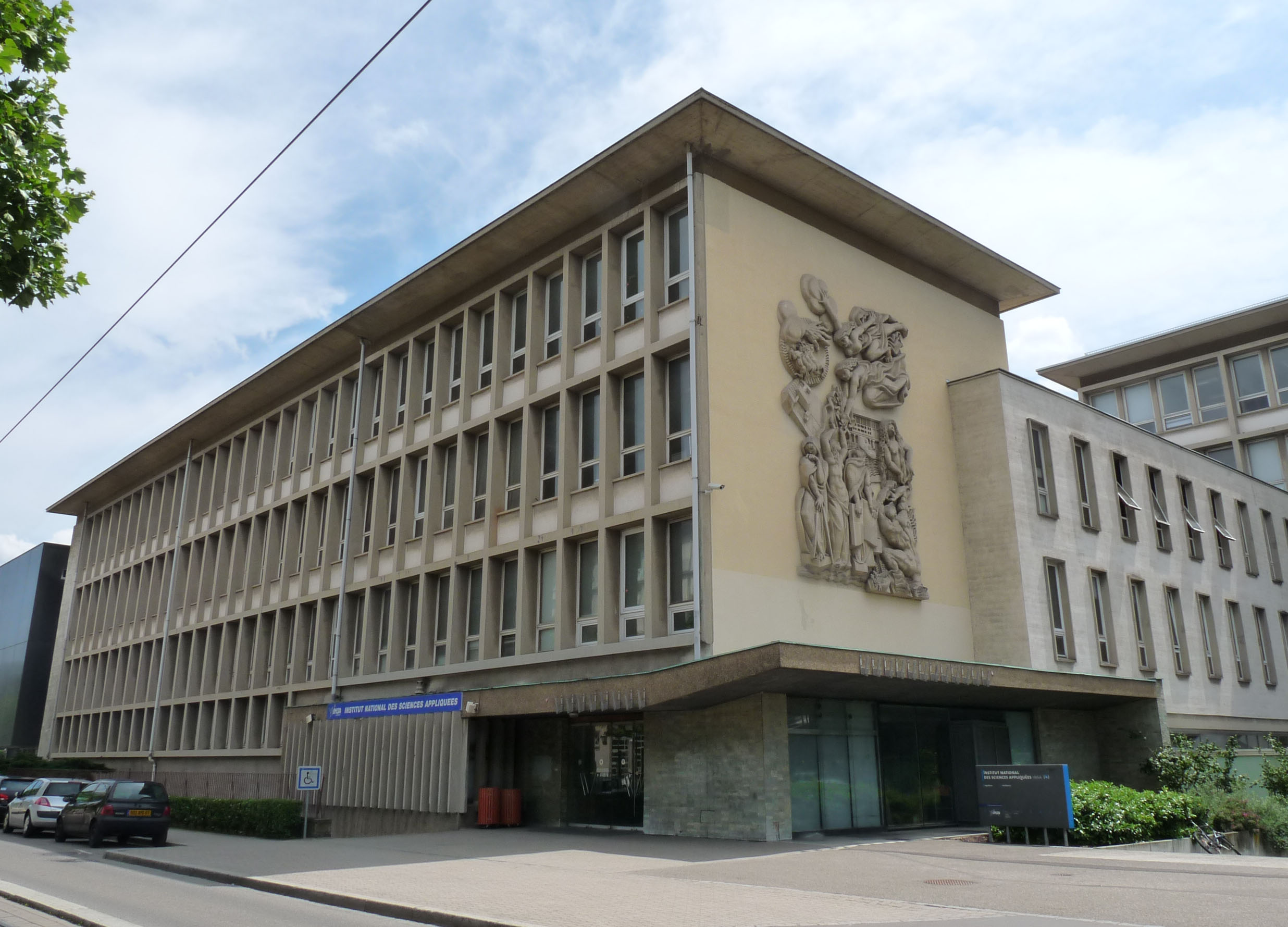
Edificio del Instituto Nacional de Ciencias Aplicadas de Estrasburgo.

#### Instituto Nacional de Ciencias Aplicadas de Estrasburgo (2003)
El Instituto Nacional de Ciencias Aplicadas de Estrasburgo (en francés: Institut national des sciences appliquées de Strasbourg), abreviadamente Insa Estrasburgo, fue fundado el 2 de enero de 1875 bajo el nombre de «Technische Winterschule für Wiesenbautechniker». El 3 de mayo de 2003 se unió a los institutos nacionales de ciencias aplicadas, donde adoptaría su denominación actual.
Está situado en el bulevar de la Victoria, de la ciudad de Estrasburgo, en el campus central de Estrasburgo.

#### Instituto Nacional de Ciencias Aplicadas de Centro-Valle del Loira (2014)
El Instituto Nacional de Ciencias Aplicadas de Centro-Valle del Loira (en francés: Institut national des sciences appliquées Centre-Val de Loire), abreviadamente Insa CVL, fue fundado el 1 de enero de 2014 tras la fusión entre las escuelas nacionales superiores de ingeniería del Valle del Loira (ENIVL) y de Bourges (ENSIB), y la Escuela Nacional Superior de Naturaleza y Paisaje de Blois (ENSNP) en 2015.
Se compone de tres campus principales, dos de ellos en Centro-Valle del Loira, Francia: Blois en el departamento de Loir y Cher y Bourges en el departamento de Cher, y uno en el extranjero, Huế, Vietnam.

#### Instituto Nacional de Ciencias Aplicadas de Alta Francia (2019)

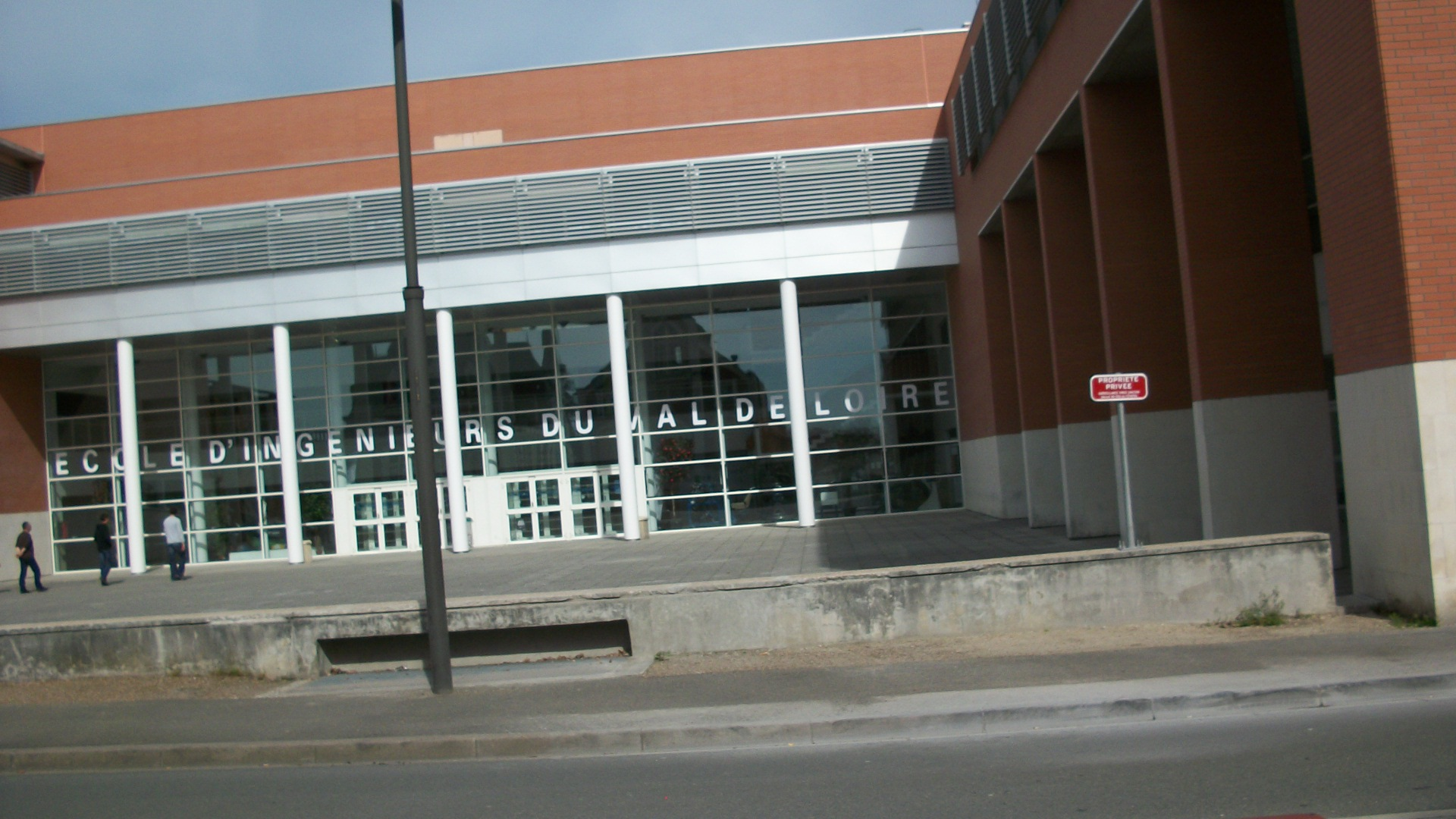
Edificio principal del campus de Blois. Instituto Nacional de Ciencias Aplicadas de Centro-Valle del Loira.

El Instituto Nacional de Ciencias Aplicadas de Alta Francia (en francés: Institut national des sciences appliquées Hauts-de-France), abreviadamente Insa HF, fue fundado el 11 de septiembre de 2019 tras la fusión de tres componentes de la Universidad Politécnica de Alta Francia (UPHF): el Instituto de Ciencias y Tecnologías de Valenciennes (ISTV); la Escuela Nacional Superior de Ingeniería en Informática, Automática, Mecánica, Energía y Electrónica (ENSIAME) y la Facultad de Ciencias y Profesiones del Deporte (FSMS).
En el momento de la creación del Instituto Nacional de Ciencias Aplicadas (Insa), Lila formaba parte de los cuatro proyectos escolares junto con León (en 1957), Tolosa (en 1963) y Rennes (en 1966). Sin embargo, a diferencia de los otros tres, el proyecto Insa  Lille fue cancelado.
La Escuela Nacional Superior de Ingeniería en Informática, Automática, Mecánica, Energía y Electrónica (ENSIAME) fue creada en 2002 a partir de la fusión de tres escuelas de Valenciennes: la Escuela Nacional Superior de Mecánica y Energía de Valenciennes (ENSIMEV), creada en 1979 bajo la dirección de Édouard Bridoux, Roger Torguet y Michel Leray, la Escuela de Ingenieros en Ingeniería Informática y de Producción (EIGIP) creada en 1992, y el Instituto Superior Industrial de Valenciennes (ISIV) creado en 1964.

### En Marruecos

#### Instituto Internacional Euromediterráneo de Ciencias Aplicadas (2015-2022)
El Instituto Internacional Euromediterráneo de Ciencias Aplicadas (en francés: Institut international des sciences appliquées Euro-Méditerranée), abreviadamente Insa Euro-Méditerranée, fue una escuela de ingeniería franco-marroquí creada en 2015 y cerrada en 2022 en Fez, Marruecos. Este instituto estaba adscrito a la Universidad Euromediterránea de Fez (UEMF). Fue el primer Insa internacional.
El Instituto Internacional Euromediterráneo de Ciencias Aplicadas es fruto de la colaboración entre el Instituto Nacional de Ciencias Aplicadas y la Universidad Euromediterránea de Fez, con un consorcio de universidades de todo el Mediterráneo, EuroMed Tech (Marruecos, Francia, España, Italia y Portugal), así como el apoyo de los ministros de Educación Superior e Investigación francés y marroquí. Se supone que la escuela responde a la voluntad de desarrollo de Marruecos.
El proyecto se lanzó en 2012, unos meses después de la creación de la Universidad Euromediterránea de Fez, y el instituto abrió sus puertas a los estudiantes en septiembre de 2015. El Instituto Internacional Euromediterráneo de Ciencias Aplicadas es una escuela que pretende ser ultramoderna y ecológica, para contrastar con la otra universidad de Fez.
El grupo Insa finalizó su colaboración con la Universidad Euromediterránea de Fez en 2022. Los estudiantes matriculados siguen recibiendo apoyo hasta que obtengan su diploma Insa.